# Gleditsia delavayi
Gleditsia delavayi är en ärtväxtart som beskrevs av Adrien René Franchet. Gleditsia delavayi ingår i släktet Gleditsia och familjen ärtväxter. Inga underarter finns listade i Catalogue of Life.

## Bildgalleri

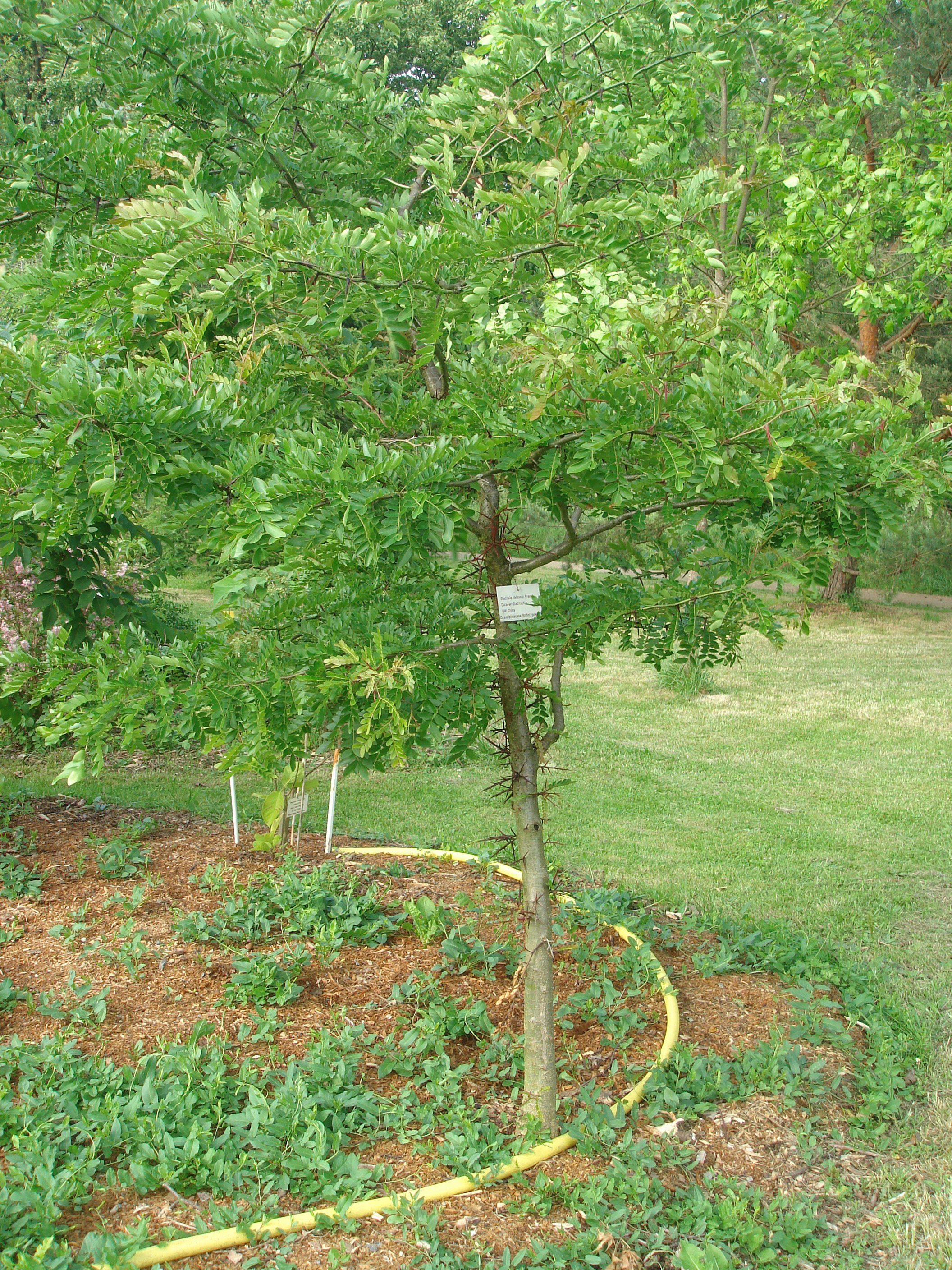